# Ртутьтитан
Ртутьтита́н — неорганическое соединение, интерметаллид титана и ртути с формулой TiHg, кристаллы.

## Получение
- Сплавление стехиометрических количеств чистых веществ:

{\displaystyle {\mathsf {Hg+Ti\ {\xrightarrow {T}}\ TiHg}}}

## Физические свойства
Ртутьтитан образует кристаллы тетрагональной сингонии, пространственная группа P 4/mmm, параметры ячейки a = 0,3009 нм, c = 0,4041 нм, Z = 1, структура типа медьзолота AuCu.
Соединение разлагается при температуре >600 °C.